# 윤유일
윤유일(尹有一, 1760년 ~ 1795년 6월 28일)은 조선 후기의 역관으로 세례명 바오로인 천주교도이다. 경기도 여주 출생이며 이승훈이 이끌던 '명례방공동체'에서 천주교 신앙 입문을 하였다. 자치교회가 교회법에 어긋난다는 사실을 알고 선교사 영입을 위해 밀사가 되어 여러차례 중국을 다녀왔으며 1795년 중국 신부 주문모(周文謨)의 밀입국과 서울 잠입을 도왔다. 같은해 6월에 주문모가 포도청에 체포될뻔한 사건이 벌어지는데, 이 사건으로 인해 윤유일이 주문모 신부의 밀입국에 주도적 역할을 했다는 사실이 드러나면서 체포된후 35세에 순교했다. 2014년 8월 16일에 교황 프란치스코에 의해 시복되었다.

## 생애

### 명례방 사건
중국에서 세례를 받고 1784년 귀국한 이승훈이 서울 명동에서 '명례방공동체'라는 신앙모임를 운영할때에 그 모임의 일원인 권일신과 평소 가까이 지내던 윤유일은 천주교에 입교했다. 1785년 3월에 10여명이 모임을 가지던중에 적발되어 체포되었다. 중인신분인 김범우만 투옥되었고 윤유일을 비롯한 그 나머지 양반출신들은 모두 훈방되었다. 그런데 석방된 이윤하 등이 형조에서 압수해간 성상과 물건들을 돌려달라고 항의하며 물의를 일으켰다. 이에 유생들의 상소가 빗발쳤고 정조는 김범우를 유배보내며 사건을 마무리 지은후 천주교를 사교(邪敎)로 규정하는 금령을 내렸다. 사건직후 이승훈을 비롯한 양반출신들이 배교하자 '명례방 공동체'는 와해되었다.

### 밀사 파견
1786년에 이승훈은 은밀히 회심한후 다시 복교한 이들과 자치적인 조선 천주교회를 세웠다. 북경 교회 체제를 인용해 자신이 주교가 되고 권일신·정약전·최창현(崔昌顯)·유항검(柳恒儉)·이존창(李存昌) 등 10명에게 신부직을 수행하게 해 교회를 운영해 나갔다. 교리연구와 학습을 통하여 신앙생활을 하던중, 평신도가 성사를 집전해서는 안 된다는 교리서의 내용을 접하게 되자 사도적 계승을 받은 성직자 없이 자치교회를 운영하는 것이 교회법에 위반될 수도 있다는 의문이 생겼다. 당시 조선 천주교회는 북경 교구가 담당하였으므로 의문점을 해소하기 위해 북경에 있는 주교에게 유권해석을 구해야했다. 1789년 윤유일은 밀사(密使)가 되어 동지사(冬至使)를 따라 북경에 가서 구베아 주교에게 위법성을 문의하는 서신을 전했다. 이 때 윤유일은 북경에서 M.로 신부에게 세례와 성체성사 및 견진성사를 받은 후 회신을 가지고 1790년 3월에 귀국하였다.

### 선교사 요청
그가 가져온 회답에 따라 조선 천주교회는 교회법에 위법되는 가성직 제도를 해체하고 성직자 영입운동을 펴나가게 되었다. 1790년 9월에 다시 성직자 파견을 요청하는 밀사가 되어 북경에 들어가 파견약속을 받았다. 그런데 이때 북경교구 구베아(Gouvea) 주교는 지난 1715년 교황 클레멘스 11세의 선언을 근거로 하여 조선 천주교도들에게 조상제사가 우상숭배가 됨을 알리며 제사금지령을 하달하였다.
1791년에 귀국한 윤유일은 조상에 대한 제사가 천주교에서 금지되고 있다는 것을 신자들에게 알려주었는데 이때 신자들이 커다란 동요를 일으켰다. 전교활동의 중심이 되어왔던 이승훈 조차 제사불허라는 교리로 고민하다가 교회를 떠나버렸다. 많은 양반계층은 《천주실의》를 통하여 마테오 리치가 주창한 보유론(補儒論)에 영향을 받아 천주교를 받아들였던 탓이다. 조선후기의 혼란속에서 지배이념으로서의 유학의 한계를 천주학으로 보완할 수 있다고 보았는데, 유교적 가치와 천주교의 교리가 충돌하자 고민 할 수 밖에 없었다.
윤유일은 이승훈과는 달리 잔류하여 권일신과 함께 조직을 추수렸다. 1791년 신해박해 사건이 벌어지자 중국교회는 선교사 파견을 보류하였다. 1792년 세번째로 밀사의 소임을 맡은 윤유일은 북경에 가서 선교사 파견을 재요청하였고 중국교회로부터 약속을 받아냈다. 1794년 12월에 선교사로 임명된 중국인 주문모(周文謨) 신부가 얼어붙은 압록강을 건너 밀입국할 때 지황(池潢)과 함께 안내를 맡았고 이듬해 초에 서울로 잠입시키는데 성공했다.

### 을묘박해
서울에 들어온 주문모 신부는 역관 최인길의 집을 근거지로 하여 은밀히 전교활동을 하였다. 그러던중에 배교자 한영익(韓永益)이 밀고하는 바람에 6월 27일에 조정의 명을 받은 포도대장 조규진에 의해 체포령이 떨어졌다. 포졸들이 역관 최인길의 집을 덮쳤지만, 최인길은 자신이 주문모 신부인 것처럼 행세하며 대신 체포되어 주문모의 탈출을 도왔다. 탈출에 성공한 주문모는 여신도 강완숙의 집으로 도피하였다. 그러나 은신처를 제공하고 체포를 방해한 최인길과 주문모의 밀입국을 도왔던 윤유일과 지황은 체포되었다. 윤유일은 주문모의 거처를 대라는 추궁에 입을 열지 않았고 모진 고문과 너무 많은 매를 맞은 끝에 사망하였다. 시체는 강물에 던져졌다.